# ニトクリス
ニトクリス（またはニティクレティ、ギリシア語: Νίτωκρις、英語: Nitocris、Nitiqreti、Nitocret、生没年不詳）はエジプト第6王朝最後のファラオとして言及されている女性ファラオである。
ヘロドトスの『歴史』とマネトの著作において見られる名であるが、その実在性は疑問視されている。彼女は男性ファラオの空位期間を補った女王とされており、実在したとすればメルエンラー2世の姉妹、ペピ2世と妻ネイトの娘に当たる。ドイツのエジプト学者ルートヴィ・シュテルン（Ludwig Stern）は1883年に、『アビュドス王名表』においてメルエンラー2世に続く王として記されているネチェルカラー王がニトクリスと同一人物であるとの説を唱えた。
デンマークのエジプト学者キム・ライホルトはシュテルンの仮説を検証した。『トリノ王名表』の分析を見ると、エジプト第7王朝時代の初期に編集されたほかのリストは「ニトケルティ・シプタハ」を不確かな位置に挙げている。ライホルトがパピルスの繊維を顕微鏡分析した結果、この名前が表れている断片が、第6王朝の末期、メルエンラー2世のすぐ後につづくことが示されている。『トリノ王名表』で「ニトケルティ・シプタハ」が挙げられているのと同じ位置に『アビュドス王名表』ではネチェルカラーが挙げられているため、両者が同一視されたのである。ライホルトは、「ニトクリス」という名は「ネチェルカラー」もしくは「ニトケルティ(優れたネイト)」に由来すると主張する。

## 来歴
ヘロドトスの『歴史』二巻の記述。エジプトの祭司達の語るところによるとエジプトの王の330人のうち18人がエチオピア人、土着の女性が一人、それ以外はエジプト人男性で、女性の名はバビロンの女王と同名のニトクリスであった。彼女は王位にあった兄弟が暗殺されたため、その復讐に策略をなした。大きな地下室を造らせ、その披露宴に兄弟の仇を招待した。そして宴の最中に彼らの頭部へ秘密裏に引いた川の水を放流して水死させたのだった。復讐を終えると報復を恐れて火の充満する部屋へ身を投じた。『ヘロドトス 歴史 上』（岩波文庫版）の訳注で松平千秋氏はペルシアには焼灰の中へ投じて殺す刑罰があったと紹介し、自身を罰するために自害したとしている。
マネトの断片集『アイギュプティカ』に引くアフリカヌス、エウセビオスらの記述によるとエジプト第6王朝の最後の王は女王ニトクリスであり、同時代で最も高貴で美しく、どんな男達よりも勇敢で、金髪色白で赤い頬の女性であった。在位は12年、山のように見える第三ピラミッド（メンカウラー王のピラミッド）を建築した。

## 関連作品
- 小説『ファラオとともに幽閉されて』 - 登場人物のモチーフになっている。
- クトゥルフ神話 - 作中にニトクリスの鏡と呼ばれる架空の物品が登場する。
- ゲーム『クトゥルフの呼び声 (TRPG)』 - 上記のニトクリスの鏡の他に1925年に現世に復活し、以降世界のカルトのトップに君臨する存在として登場する。
- ゲーム『Fate/Grand Order』 - ニトクリスを模したキャラクターが登場。